# كلينتون إل. كوب
كلينتون إل. كوب (بالإنجليزية: Clinton L. Cobb)‏ هو محامي وسياسي أمريكي، ولد في 25 أغسطس 1842 في الولايات المتحدة، وتوفي بنفس المكان في 30 أبريل 1879. حزبياً، نشط في الحزب الجمهوري. انتخب عضو مجلس النواب الأمريكي.